# Volkswagen Air Service
Volkswagen Air Service er et flyselskab ejet af bilkoncernen Volkswagen. 
Selskabet betjener udelukkende deres moderselskab, samt ad-hoc flyvninger. 
Selskabet har base på Flughafen Braunschweig-Wolfsburg.

## Flåde
- 1x Dassault Falcon 900B (VP-CGB)
- 3x Dassault Falcon 900EX (VP-CLB, VP-CGD, VP-CGE)
- 2x Dassault Falcon 2000 (VP-CGA, VP-CGC)
- 1x Airbus A319-133 (VP-CVX)